# شركة الصقر للتأمين التعاوني
شركة الصقر للتأمين التعاوني هي شركة مساهمة سعودية، تأسست في الرابع من فبراير عام 2008، برأس مال يبلغ مئتان مليون ريال سعودي، يتمثل نشاط شركة الصقر للتأمين التعاوني في تقديم نطاق واسع من منتجات التأمين بما في ذلك تأمين الحريق، أو الممتلكات، تأمين السيارات والسفن، التأمين الهندسي، بالإضافة إلى التأمين الطبي.
في عام 2018 م تمت زيادة رأس مال الشركة من 250 مليون ريال إلى 400 مليون ريال بنسبة زيادة قدرها 60%.

## التاريخ
الشركة تعمل في المملكة العربية السعودية منذ عام 1983م وقد كانت حينذاك فروعاً لشركة الصقر للتأمين دبي (الإمارات العربية)، وفي أواخر عام 1998م توافقت شركة الصقر الإماراتية مع مجموعات رجال أعمال سعوديين للدخول في شراكه وتسجيل شركة جديدة في البحرين وقد تم تحويل المحفظة إلى الشركة البحرينية الجديدة. وقامت شركة الصقر السعودية للتأمين المسجلة في البحرين بمزاولة أعمالها في المملكة العربية السعودية في كل من الخبر، الدمام، الرياض، وجدة، وقد وافق مجلس الإدارة بفتح نقاط بيع في كل من الرياض وجدة وفتح فروع أخرى في كل من مدينتي الإحساء والجبيل. وقد تم الترخيص لشركة الصقر للتأمين التعاوني بموجب القرار الوزاري رقم (63) بتاريخ 15/02/1428هـ، والمرسوم الملكي السامي رقم (م/11) بتاريخ 16/02/1428هـ، بمزاولة أعمال التأمين.

## نشاط الشركة
تقوم شركة الصقر للتأمين التعاوني بتقديم الخدمات الآتية:- -1 الاخطار الهندسية -2 أجسام البواخر -3 التأمين البحري والجوي والبري -4 المكينات والمعدات -5 السيارات -6 تأمين العمال -7 المسؤولية المدنية -8 تأمين حماية المجموعات -9 تأمين المصاريف الطبية -10 تأمين الممتلكات -11 تأمين الاخطار الطبية -12 تأمين الأخطار المهنية وستقوم الشركة خلال هذا العام بتقديم ثلاث منتجات جديدة تخدم فيها الافراد والشركات وتتطلع إلى المساهمة الفعالة في الاقتصاد الوطني السعودي. ومن خطط الشركة ايضاً تأهيل الكوادر السعودية وتدريب الشباب السعودي حتى يتمكنوا من تبؤ الأفكار الإدارية العالية في الشركة خلال السنوات المقبله وفقاً لمتطلبات مؤسسة النقد العربي السعودي.

## البيانات
| تاريخ التأسيس | تاريخ الادراج | الرمز الدولي | نهاية السنة المالية | مراجعي الحسابات                                                |
| ------------- | ------------- | ------------ | ------------------- | -------------------------------------------------------------- |
| 04-02-2008    | 10-02-2008    | SA11T053VQ13 | 31/12               | الخراشي وشركاه محاسبون ومراجعون قانونيون، برايس ووترهاوس (PwC) |

## ملف الأسهم
| رأس المال المصرح به (ريال سعودي) | عدد الأسهم المصدرة | رأس المال المدفوع (ريال سعودي) | القيمة الاسمية للسهم | القيمة المدفوعة للسهم |
| -------------------------------- | ------------------ | ------------------------------ | -------------------- | --------------------- |
| 400,000,000                      | 40,000,000         | 400,000,000                    | 10                   | 10                    |

تغيرات في راس المال
| تاريخ اعلان التوصية | نوع الإصدار | تاريخ الاستحقاق | رأس المال الجديد | رأس المال السابق |
| ------------------- | ----------- | --------------- | ---------------- | ---------------- |
| 2018-04-30          | منحة اسهم   | 2018-07-29      | 400,000,000      | 250,000,000      |
| 2013-03-02          | منحة اسهم   | 2013-05-06      | 250,000,000      | 200,000,000      |

## اندماج
في 19-12-2021، أعلنت الشركة، عن بدء مناقشات مبدئية مع شركة اتحاد الخليج الأهلية للتأمين التعاوني لدراسة جدوى اندماج الشركتين.